# 天使のいる聖家族 (パルミジャニーノ)
『天使のいる聖家族』（てんしのいるせいかぞく、伊:Sacra Famiglia con angeli）は、イタリアのマニエリスム期の巨匠、パルミジャニーノが1524年頃に描いた板上の油彩画である。現在、マドリードのプラド美術館に所蔵されている。
本作は通常、「天使から果物を取っている、聖母の首の上の幼子イエスと、毛深い腕のある老人とともにいる聖母」を表している「大きな絵画」と同一視され、ヴァザーリは、パルミジャニーノがちょうどローマに向けて出発する前に制作し、「技術と判断力で作られた」と述べている。
パルミジャニーノはローマに到着した際に自身の芸術的力量の証として、本作を教皇クレメンス7世に献呈した。図像などの面でコレッジョの影響を残しつつも、自身の成熟期の最初の作品となる本作にパルミジャニーノは絶対の自信を持っていて、競争の激しいローマの芸術世界で地位と名声を築くことを信じて疑わなかった。
後に、教皇は作品を甥のイッポーリト・デ・メディチに与えた。 17世紀初頭までに、作品はマドリードのポンペオ・レオ―ニのコレクションに入ったが、1608年のポンペオの死後にそのコレクションは散逸し、本作はスペインの王室コレクションに入った。
以前、パルマのサン・キンティーノ教会にあった初期の複製は、現在はロッカ・ディ・フォンタネッラートにある。現在、ルーヴル美術館の素描室には、本作とはさまざまな違いがある準備習作が所蔵されている。